# 大分県立日田林工高等学校
大分県立日田林工高等学校（おおいたけんりつひたりんこうこうとうがっこう）は、大分県日田市吹上町にある県立高等学校である。通称は「林工」（りんこう）。

## 概要
月隈山麓にあり、1901年（明治34年）に県立農林学校として創立されて以来、100年を超える歴史を有する農業科・工業科の併設校である。2018年3月現在でおよそ24,000人が卒業している。

## 教育目標
敬愛、勤勉、創造の校訓のもと、高い専門性を有し、 敬愛　勤勉　創造 心身ともに健全な人財を育成する。

## 設置学科
林業科・機械科・電気科・建築土木科の4学科を置く。
- 林業科（1921年 - ）

頭文字をF（Forestry）とする。
実習・教科を経て林業に関する基本的知識技術を学ぶ。
3年次より林業コースと林産コースの2課程に分かれる。
- 機械科（1963年 - ）

頭文字をM（Machinery）とする。
実習・教科を経て機械に関する基礎知識、技術及びメカトロニクスの知識等を学ぶ。
3年次よりものづくりコースと設計システムコースの2課程に分かれる。
- 電気科（1958年 - ）

頭文字をE（Electricity）とする。
実習・教科を経て電力分野やエレクトロニクス分野の業務等に関する基礎知識、技術を学ぶ。
- 建築土木科（2013年 - ）

頭文字をAC（Architecture and Civil engineering）とする。
実習・教科を経て、建築関係業務、土木設計、建設の基礎的知識、技術を学ぶ。
2年次より建築コースと土木コースの2課程に分かれる。

### 過去の設置学科
- 土木科（1930年 - 2015年）

頭文字をC（Civil engineering）とする。
実習・教科を経て、土木の設計、建設などの基礎的知識、技術を学ぶ。
2013年度から募集を停止し、2015年に廃止された。専門科目は建築土木科の土木コースに引き継がれている。
- 建築科（1948年 - 2015年）

頭文字をA（Architecture）とする。
実習・教科を経て、建築関係のすべての業務の基礎的知識、技術を学ぶ。
1948年に設置。2013年度入学生より、教育課程を変更するとともに学科名を建築土木科に変更し、建築科は2015年に廃止された。
- 林産工学科（1969年 - 2013年）

頭文字をT（Timber technology）とする。
実習・教科を経て木材工業、インテリアに関する基礎的知識、技術を学ぶ。
1969年に林業科から別れて設置。林業の不振のため2011年度から募集を停止し、2013年に廃止された。専門科目は林業科に引き継がれている
- 産業工芸科（1938年 - 1965年）

1938年に建築家具科として設置。1943年に木材工芸科、1961年に産業工芸科に学科名を変更した後、1965年に廃止。

## 沿革
- 1901年（明治34年）10月1日 - 林科、蚕業科を併設した大分県立農林学校として創立[5]。
- 1903年（明治36年）2月3日 - 別科（修業年限1年以内）を増設。
- 1903年（明治36年）5月3日 - 新校舎竣工、同月20日に開校式を挙げる。
- 1904年（明治37年）2月8日 - 林科を森林科、蚕業科を養蚕科、別科を養蚕別科にそれぞれ改める。
- 1906年（明治39年）1月26日 - 当時の文部省告示第八号により、本校卒業生（養蚕別科を除く）は文官任用令第三条による判任官任用資格を認定される（旧制中学校相当となる）。
- 1921年（大正10年）4月30日 - 森林科を林業科に改める。
- 1923年（大正12年）4月15日 - 大分県立日田農林学校と改称。林業科を林科とし、養蚕科及び養蚕別科は廃止する。
- 1925年（大正14年）3月20日 - 大分県立日田山林学校と改称する。
- 1930年（昭和5年）3月31日 - 土木科を設け、大分県立日田林工学校と改称する。
- 1938年（昭和13年）3月31日 - 建築家具科並び第二本科建築家具科を増設。
- 1940年（昭和15年）3月30日 - 第二本科土木科を増設。
- 1943年（昭和18年）3月11日 - 家具科を木材工芸科に改める。
- 1948年（昭和23年）4月1日 - 学制改革により新制高等学校となり、大分県立日田第二高等学校と改める。林業、土木、建築、木材工芸の4科を置く。
- 1949年（昭和24年）5月1日 - 定時制課程（農業・工芸・家庭）を併設。
- 1950年（昭和25年）4月1日 - 別科設置。
- 1951年（昭和26年）4月1日 - 再編成により大分県立日田月隈高等学校と改称。
- 1953年（昭和28年）4月1日 - 大分県立日田林工高等学校と改称。
- 1954年（昭和29年）3月31日 - 定時制課程及び別科を廃止する。
- 1958年（昭和33年）6月10日 - 大分県立学校規則の一部を改正する規則に基づき電気課程を新設。
- 1961年（昭和36年）4月1日 - 木材工芸科を産業工芸科と改める。
- 1963年（昭和38年）4月1日 - 大分県立学校規則の一部を改正する規則に基づき機械科を新設。
- 1965年（昭和40年）3月31日 - 産業工芸科を廃止する。
- 1969年（昭和44年）2月21日 - 大分県立高等学校学則の一部を改正する規則に基づき林産工学科を新設。
- 1991年（平成3年）9月27日 - 台風19号により三花演習林倒木被害。
- 2001年（平成13年）10月1日 - 創立百周年記念式典行事を行う。
- 2011年（平成23年）10月15日 - 創立110周年記念式典を行う。
- 2013年（平成25年）3月1日 - 林産工学科を廃止する。
- 2013年（平成25年）4月1日 - 建築科の教育課程を変更するとともに名称を建築土木科とする。
- 2015年（平成27年）3月1日 - 建築科と土木科を廃止する。

## 部活動
・野球部　甲子園大会に春2回（1976年〈第48回〉・1990年〈第62回〉）、夏4回（1973年〈第55回〉・1978年〈第60回〉・1999年〈第81回〉・2008年〈第90回〉）の計6回出場している。
・電気クラブ　第25回高校生ロボット相撲全国大会出場、第15回高校生ものづくりコンテスト全国大会電気工事部門準優勝。
第26回高校生ロボット相撲全国大会出場　第31回高校生ロボット相撲全国大会出場（ラジコン部門にて経済産業大臣賞受賞）

### 運動部
| - 野球 - ソフトテニス - 陸上競技 - サッカー - 柔道 | - 剣道 - 卓球 - バレーボール - バスケットボール - バドミントン | - 相撲 - ソフトボール - 弓道 - フェンシング（同好会） - 2018年（平成30年）をもって廃部。 |

### 文化部
| - 吹奏楽 - 美術 | - 放送 - 囲碁 | - JRC - 英会話 |

### 専門部
| - 林業クラブ - 機械クラブ | - 電気クラブ - 建築クラブ | - 土木クラブ |

## 卒業生
- 政治家
  - 渡辺四郎 - 日本社会党参議院議員
- スポーツ選手・武道家
  - 河野百錬 - 無双直伝英信流居合道
  - 源五郎丸洋 - プロ野球選手
  - 樋口龍美 - プロ野球選手
  - 村岡耕一 - プロ野球選手
  - 渡辺麿史 - プロ野球選手
  - 渡辺浩司 - 競艇選手
- 芸能人
  - かわのをとや - 俳優・声優
  - きどゆういち - ローカルタレント
  - 原田清人 - 俳優
  - 広村美つ美-女優・タレント
- 漫画家
  - 諫山創 - 漫画家